# Junior Marte
Pour les articles homonymes, voir Marte.
Marte  Aguilera est un nom espagnol. Le premier nom de famille, en général paternel, est Marte ; le second, en général maternel, souvent omis, est Aguilera.
Junior Antonio Marte Aguilera, né le 23 décembre 1996, est un coureur cycliste dominicain. 

## Biographie
En juillet 2016, Junior Marte est recruté par l'équipe continentale dominicaine Inteja-MMR Dominican. L'année suivante, il se distingue en remportant plusieurs courses locales. Il termine également deuxième du championnat des Caraïbes, et décroche le titre chez les espoirs,.
En 2018, il se classe troisième du championnat panaméricain et du championnat des Caraïbes, toujours chez les espoirs.

## Palmarès et résultats

### Palmarès par année
- 2017
  -  Champion des Caraïbes sur route espoirs
  - Grand Prix Juan Pablo Duarte :
    - Classement général[6]
    - 1re étape

  - 1re étape de la Copa Cero de Oro[7]
  - 1re étape de la Vuelta a la Hispaniola
  -  Médaillé d'argent du championnat des Caraïbes sur route
  - 3e de la Copa Cero de Oro
- 2018
  - Gran Premio Santo Domingo :
    - Classement général[8]
    - 3e étape

  -  Médaillé de bronze du champion panaméricain sur route espoirs
  -  Médaillé de bronze du championnat des Caraïbes sur route espoirs
- 2020
  - 6e étape de la Vuelta a la Independencia Nacional
- 2024
  -  Champion de République dominicaine du contre-la-montre
  - Punta Cana Grand Prix :
    - Classement général
    - 1re étape

### Classements mondiaux
| Année            | 2017 | 2018 | 2019 |
| ---------------- | ---- | ---- | ---- |
| UCI America Tour | 441e | 61e  | 459e |